# ديكستر لي
ديكستر لي (بالإنجليزية: Dexter Lee) هو عداء سريع جامايكي، ولد في 18 يناير 1991 في مونتيغو باي في جامايكا.

## وصلات خارجية
- ديكستر لي على موقع الاتحاد الدولي لألعاب القوى (الإنجليزية)
- ديكستر لي على موقع الدوري الماسي (الإنجليزية)
- ديكستر لي على موقع اللجنة الأولمبية الدولية (الإنجليزية)